# Фраксінет

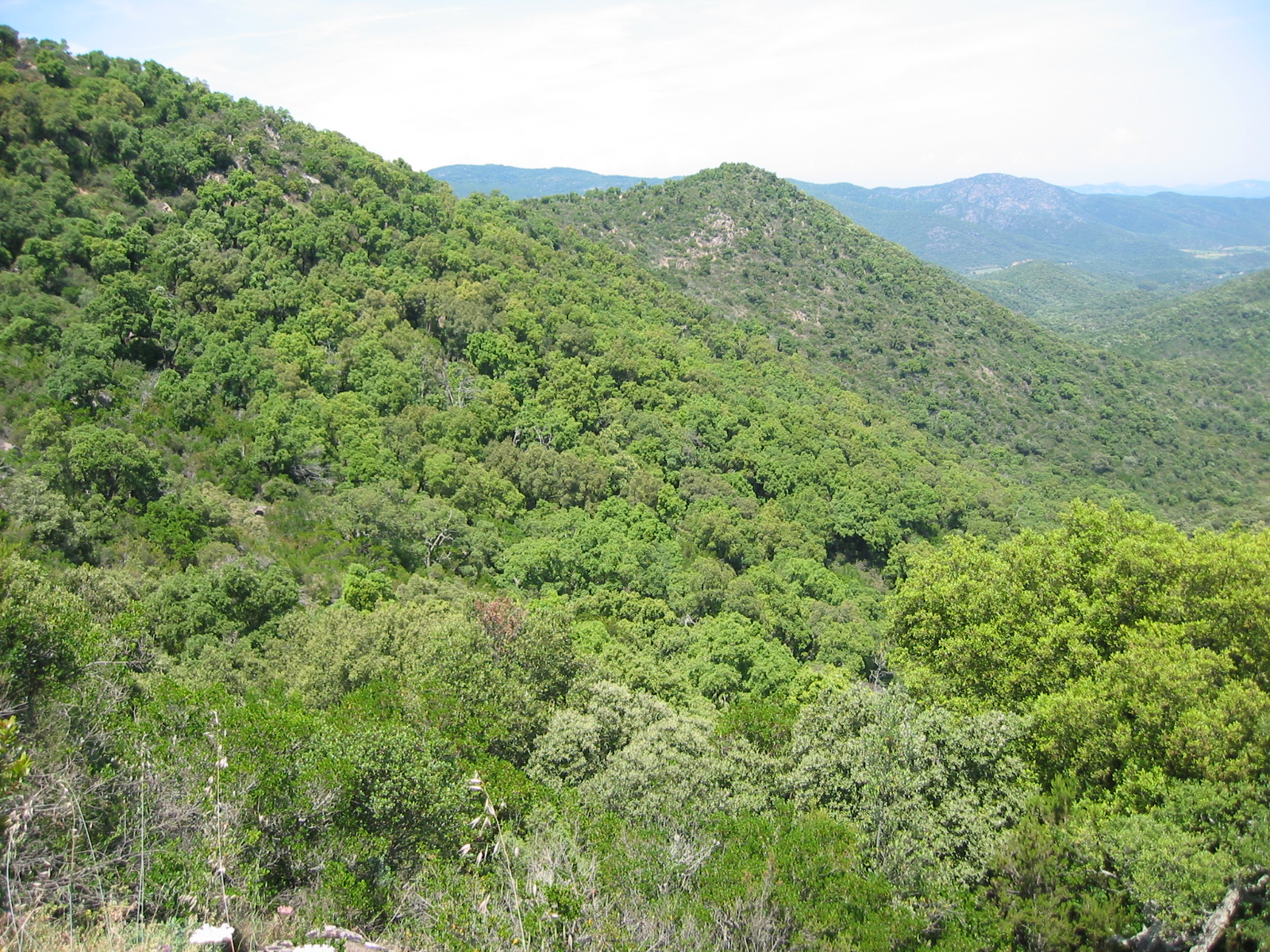
Масив Мор біля Фраксінету

Фраксінет (лат. Fraxinetum, араб. جبل القِلال — «Джаляль-аль-Кіляль» (888—972) — невелика, але стратегічно важлива база мусульманських піратів «варварського берега» і мусульманської Іспанії в середньовічному Провансі. Джаляль-аль-Хіляль, або Фраксінет (за назвою його найбільшої фортеці) займав прибережну смугу і ряд внутрішніх районів на так званому маврському плато між містами під контролем християн — Марсель і Ніцца.
Поряд з пограбуванням і работоргівлею, араби відродили агрономію і сільське господарство, а також торгівлю предметами розкоші, тобто ті галузі економіки, які прийшли в занепад після падіння Римської імперії. Фраксінет був повністю знищений бургундсько-провансальською армією християн в 972 році в ході процесу Реконкісти.
За оцінками деяких істориків, торговельні та соціально-економічні контакти, що зародилися в цей період між населенням Провансу і країнами Магриба, пізніше стали в пригоді для встановлення французької влади в Алжирі, Тунісі і Марокко.

## Заснування
Піратська база у Фраксінеті, імовірно, була заснована в 888—889 роках двадцятьма двомовними муваладами з мусульманської Іспанії (з  Печини поблизу міста Альмерія), які прибули в затоку Сан-Тропе. Центром території стала фортеця, зведена арабськими піратами поблизу сучасного Ла-Гард-Френе. Поступово володіння мусульман розширилися, не в останню чергу через підтримку місцевого романомовного населення, яких влада арабів обтяжувала менш влади німецьких феодалів Нижньої Бургундії. На початку X століття піратський емірат включив селище Сан-Тропе (нині відоме місто-курорт) і поселення Раматюель (топонім імовірно арабського походження), контролюючи важливі альпійські перевали і здійснюючи грабіжницькі вилазки морем і суходолом. Маврське плато Провансу також отримало свою назву в цей період.
Джаляль-аль-Кіляль займав маргінальне становище і його позиції в Європі завжди були хиткими. Проте, йому вдалося проіснувати 85 років через підтримку цілої мережі піратських володінь мусульман, що склалися в західному Середземномор'ї, куди крім Фраксінета входили Балеарські острови, Корсика, Західна Сардинія та інші піратські бази і угруповання в портах Магрибу та Іспанії.

## Розквіт і падіння
Фінансова могутність Джаляль-аль-Кіляля трималося в першу чергу на работоргівлі, яка приносила величезні прибутки. З цієї причини ставлення до нього у різних європейських народів було різним. Якщо прилеглі феодали Франції страждали від набігів мусульман і прагнули протистояти ісламізації, то німецькі князі Регенсбурга, Праги і Вердена навпаки, співпрацювали з мусульманськими купцями, продаючи їм захоплених слов'ян, які ставали рабами — сакаліба.
Розквіт Фраксінета припав на 952—960 роки, коли мусульмани фактично контролювали торговельні шляхи з Марселя, Ніцци і Гренобля, а також західні альпійські перевали в Савої і Швейцарії (в тому числі перевал Великий Сен-Бернар). Але поступове розширення і зміцнення Священної Римської імперії в 960-і роки поклало кінець мусульманській владі на півдні Франції, оскільки тепер територіальні і політичні інтереси німецьких феодалів вступили в прямий конфлікт з арабами. Восени 972 року об'єднана армія християн буквально стерла з землі колишній Фраксінет. З суші наступали бургундці й провансальці, а вихід у море закрив візантійський флот, який до цього в цілому підтримував мусульман у боротьбі з католиками, але цього разу спалив мусульманські кораблі «грецьким вогнем». Мусульман, що залишилися живими, продали в рабство, а їхні фортеці зруйнували вщент.